# Rainha Internacional do Café 2017
Rainha Internacional do Café 2017 foi a 46ª edição do tradicional concurso de beleza  Rainha Internacional do Café, realizado dentro da famosa Feira de Manizales, na Colômbia, sempre nos primeiros dias do mês de Janeiro. O histórico certame registrou seu recorde este ano com a partipação de 28 candidatas de três continentes diferentes, ultrapassando o recorde anterior de 27 na edição de 2004. A venezuelana Maydeliana Díaz coroou Marilú Acevedo, do México, como sua sucessora no final do evento.

## Resultados

### Colocação
| Posição   | País e Candidata                  |
| Vencedora | - México - Marilú Acevedo         |
| 2º. Lugar | - Honduras - Kerelyne Webster     |
| 3º. Lugar | - Itália - Sara Croce             |
| 4º. Lugar | - Brasil - Francielly Ouriques    |
| 5º. Lugar | - Venezuela - Cristina D'Santiago |

### Prêmios Especiais
Foram distribuídos os seguintes prêmios especiais este ano:
| Prêmio          | País e Candidata                 |
| Melhor Rosto    | - Polônia - Magdalena Wesołowska |
| Melhor Cabelo   | - Brasil - Francielly Ouriques   |
| Melhores Pernas | - Brasil - Francielly Ouriques   |

### Rainha da Polícia
Foi escolhida pelos oficiais da corporação de Manizales:
| Colocação  | País e Candidata |
| 1          | - Porto Rico - Ciara Rosendo                                                                                         |
| Finalistas | - Brasil - Francielly Ouriques - Honduras - Kerelyne Campigotti - Paraguai - Alma Villagra - Uruguai - Wendy Lehmann |

### Outros Prêmios
| Colocação              | País e Candidata              |
| Melhor Receita de Café | - México - Marilú Acevedo     |
| Conhecedora de Café    | - Guatemala - Maria Larrañaga |

### Ordem do Anúncio

#### Top 05
1. Brasil
2. Itália
3. Honduras
4. México
5. Venezuela

## Jurados

### Final
Durante todos os desfiles das candidatas:
1. Graciela Torres, jornalista;
2. Beatriz Arango, jornalista;
3. Juan Ignácio Blanco, estilista.

## Candidatas
Disputaram o título deste ano: 
| País                 | Candidata            | I  | A    | Cidade Natal        | R                   |
| Alemanha             | Alexandra Waluk      | 20 | 1.75 | Bad Bodenteich      | [ 4 ]               |
| Argentina            | Agustina Rosso       | 21 | 1.78 | Santa Fé            | [ 5 ]               |
| Bahamas              | Tiasha Lewis         | 18 | 1.64 | Freeport            | [ 6 ]               |
| Bolívia              | Katherine Añazgo     | 22 | 1.72 | Tarija              | [ 7 ]               |
| Brasil               | Francielly Ouriques  | 24 | 1.74 | São José            | [ 8 ]               |
| Canadá               | Camila González      | 19 | 1.75 | Toronto             | [ 9 ]               |
| Chile                | Nicolé Arancibia     | 24 | 1.73 | Santiago            | [ 10 ]              |
| Colômbia             | Camila Múnera        | 19 | 1.73 | Pereira             | [ 11 ]              |
| Costa Rica           | Karina Gaitán        | 19 | 1.80 | Alajuela            | [ 12 ]              |
| Cuba                 | Liannys Sánchez      | 22 | 1.70 | Colón               | [ 3 ]               |
| El Salvador          | Genésis Bolaños      | 22 | 1.72 | San Miguel          | [ 13 ]              |
| Espanha              | Raquel Ruiz          | 22 | 1.81 | Saragoça            | [ 14 ]              |
| Estados Unidos       | Claribel Laureano    | 22 | 1.65 | Savannah            | [ 15 ]              |
| Guatemala            | Maria Larrañaga      | 24 | 1.70 | Cidade da Guatemala | [ 16 ]              |
| Haiti                | Danourah Bien-Aimé   | 23 | 1.52 | Porto Príncipe      | [ 17 ]              |
| Honduras             | Kerelyne Webster     | 19 | 1.85 | La Ceiba            | [ 18 ]              |
| Itália               | Sara Croce           | 18 | 1.77 | Milão               | [ 3 ]               |
| Japão                | Emiri Shimizu        | 25 | 1.72 | Maebashi            | [ 19 ]              |
| México               | Marilú Acevedo       | 22 | 1.74 | Veracruz            | [ 20 ]              |
| Nicarágua            | América Rojas        | 18 | 1.73 | Rivas               | [ 21 ]              |
| Paraguai             | Alma Villagra        | 19 | 1.73 | San Lorenzo         | [ 22 ]              |
| Peru                 | Melissa Riboty       | 19 | 1.74 | Lima                | [carece de fontes?] |
| Polônia              | Magdalena Wesołowska | 22 | 1.79 | Sosnowiec           | [ 23 ]              |
| Porto Rico           | Ciara Rosendo        | 18 | 1.75 | Manatí              | [ 24 ]              |
| Portugal             | Catarina Moreira     | 22 | 1.74 | Miragaia            | [ 25 ]              |
| República Dominicana | Jearmanda Ramos      | 19 | 1.74 | Puerto Plata        | [ 26 ]              |
| Uruguai              | Wendy Lehmann        | 19 | 1.79 | Montevidéu          | [ 27 ]              |
| Venezuela            | Cristina D'Santiago  | 25 | 1.78 | Trujillo            | [ 28 ]              |

## Histórico
| - Cuba - Competiu pela última vez na edição de 1957. - Itália - Competiu pela última vez na edição de 2004. - México - Competiu pela última vez na edição de 2015. - Polônia - Competiu pela última vez na edição de 2012. | - Aruba - Panamá |

## Crossovers
Candidatas que possuem um histórico em outros concursos:
| Miss Mundo - 2015: Guatemala - Maria Larrañaga - (Representando a Guatemala em Sanya, na China) - 2016: Honduras - Kerelyne Webster - (Representando a Honduras em Washington, nos Estados Unidos) Miss Internacional - 2016: Bolívia - Katherine Añazgo - (Representando a Bolívia em Tóquio, no Japão) Miss Mundo Universitária - 2016: Portugal - Catarina Moreira - (Representando Portugal em Beijing, na China) | Miss Continentes Unidos - 2016: Japão - Emiri Shimizu - (Representando o Japão em Guaiaquil, no Equador) Top Model of the World - 2016: Alemanha - Alexandra Waluk - (Representando a Polônia em Bremen, na Alemanha) Rainha Mundial da Banana - 2015: Peru - Melissa Riboty (Top 07) - (Representando o Peru em Machala, no Equador) |